# Mount Hosmer
Mount Hosmer är ett berg i Kanada.   Det ligger i provinsen British Columbia, i den södra delen av landet, 3 000 km väster om huvudstaden Ottawa. Toppen på Mount Hosmer är 2 500 meter över havet, eller 578 meter över den omgivande terrängen. Bredden vid basen är 19,0 km.
Terrängen runt Mount Hosmer är bergig åt sydväst, men åt nordost är den kuperad.Trakten runt Mount Hosmer är nära nog obefolkad, med mindre än två invånare per kvadratkilometer.. Närmaste större samhälle är Fernie, 13,4 km söder om Mount Hosmer.
I omgivningarna runt Mount Hosmer växer i huvudsak barrskog.